# Deutscher Radio-Klub
Der Deutsche Radio-Klub, geschrieben auch: Deutscher Radioklub, ursprüngliche Schreibweise: Deutscher Radio-Club (DRC), war ein eingetragener (e. V.) Amateurfunkverein mit Sitz in Berlin.

## Geschichte

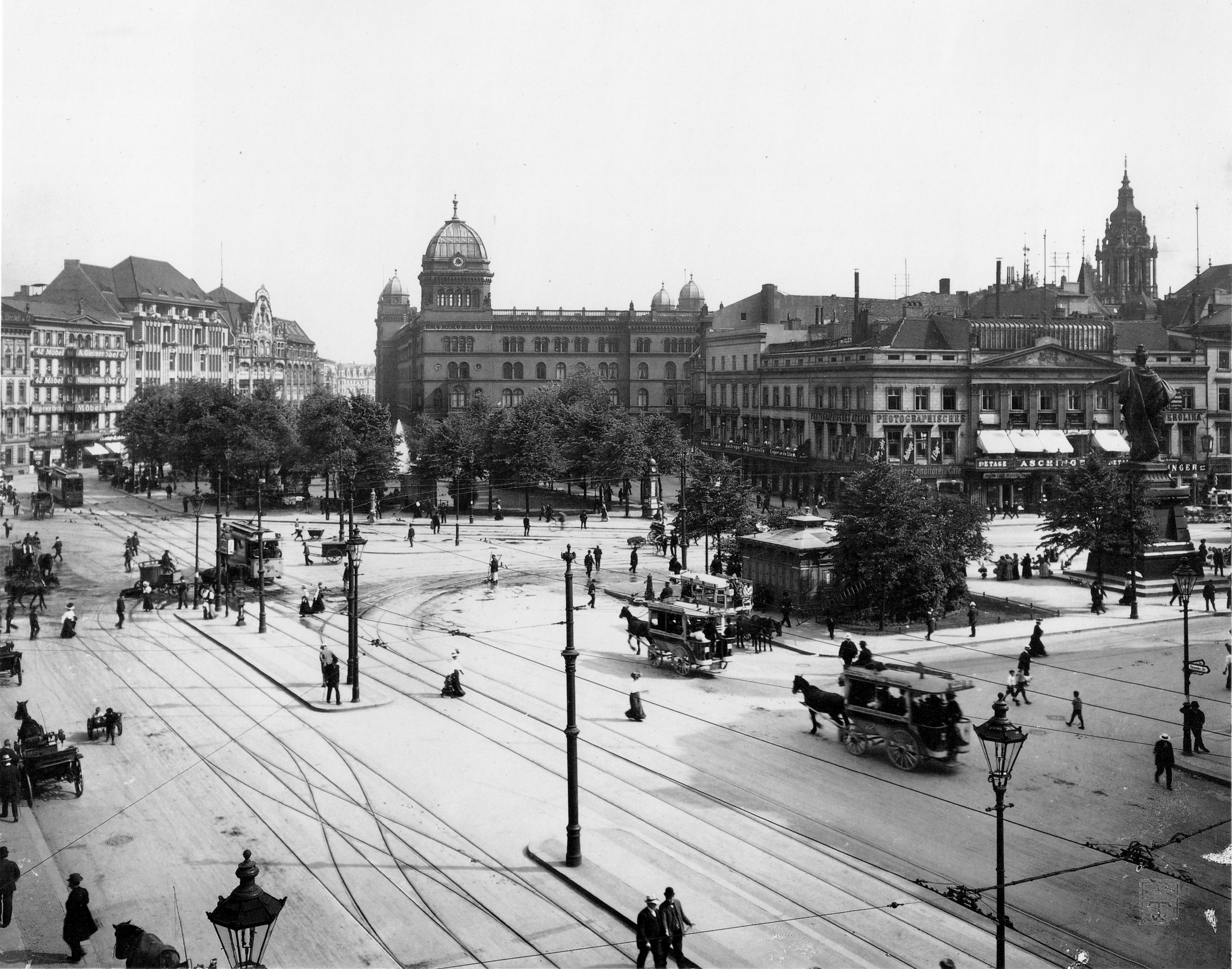
Das Lehrervereinshaus (im Bild links) am Alexanderplatz (hier um 1908)

Er wurde am 29. März 1923, also während der Zeit der Weimarer Republik (1918–1933), im Berliner Lehrervereinshaus (heute: Haus des Lehrers) gegründet. Gründungspräsident war Eugen Nesper (1879–1961), ein Pionier des Rundfunks und der Funktechnik sowie Autor zahlreicher Lehrbücher.
Nachdem die Mitgliederzahl im ersten Jahr (1923) nur wenige hundert war, verzeichnete der Klub im zweiten Jahr (1924) einen rasanten Mitgliederzuwachs. Zu Jahresende lag sie bei über 10.000.
Ab August 1923 hatte der Klub mit dem Radio-Amateur auch eine eigene Vereinszeitschrift herausgegeben, die zunächst monatlich erschien, und ab Juli 1924 dann wöchentlich mit einer Auflage von 50.000 Exemplaren.
Ebenfalls im Jahr 1924 schloss sich der Klub dem Deutschen Funk-Kartell an, dem damaligen Dachverband deutscher Vereine von Funkfreunden.